# کاتای دان ساسوریت
کاتای دان ساسوریت (انگلیسی: Katay Don Sasorith؛ ۱۲ ژوئیه ۱۹۰۴ – ۲۹ دسامبر ۱۹۵۹) سیاستمدار اهل لائوس بود. وی از ۲۵ اکتبر ۱۹۵۴ تا ۲۱ مارس ۱۹۵۶ نخست‌وزیر این کشور بود.
کاتای دان ساسوریت در ۲۹ دسامبر ۱۹۵۹، در سن ۵۵ سالگی درگذشت.